# Tazaghine
Tazaghine (franska: Tazaghine (CR), Tazaghine (Commune Rurale), arabiska: أولاد بوبكر) är en kommun i Marocko.   Den ligger i provinsen Driouch och regionen Oriental, 300 km öster om huvudstaden Rabat. Antalet invånare är 5 032.